# Glens Falls North
Glens Falls North – jednostka osadnicza w Stanach Zjednoczonych, w stanie Nowy Jork, w hrabstwie Warren.